# Morera blanca
La morera blanca, morera de seda o morera de cucs (o també morer amb els qualificatius precedents) (Morus alba) és un arbre de creixement ràpid que arriba a fer de 10 a 20 metres d'alt. Normalment de vida curta tot i que es coneixen alguns exemplars que tenen més de 250 anys. L'espècie és originària de l'Àsia central  i és àmpliament conreada i naturalitzada molts llocs del món.

La morera blanca és utilitzada àmpliament per a alimentar els cucs de seda utilitzats en la producció comercial de seda. També es destaca per la rapida alliberació del seu pol·len i la possibilitat d'ingerir les seves baies quan són madures.

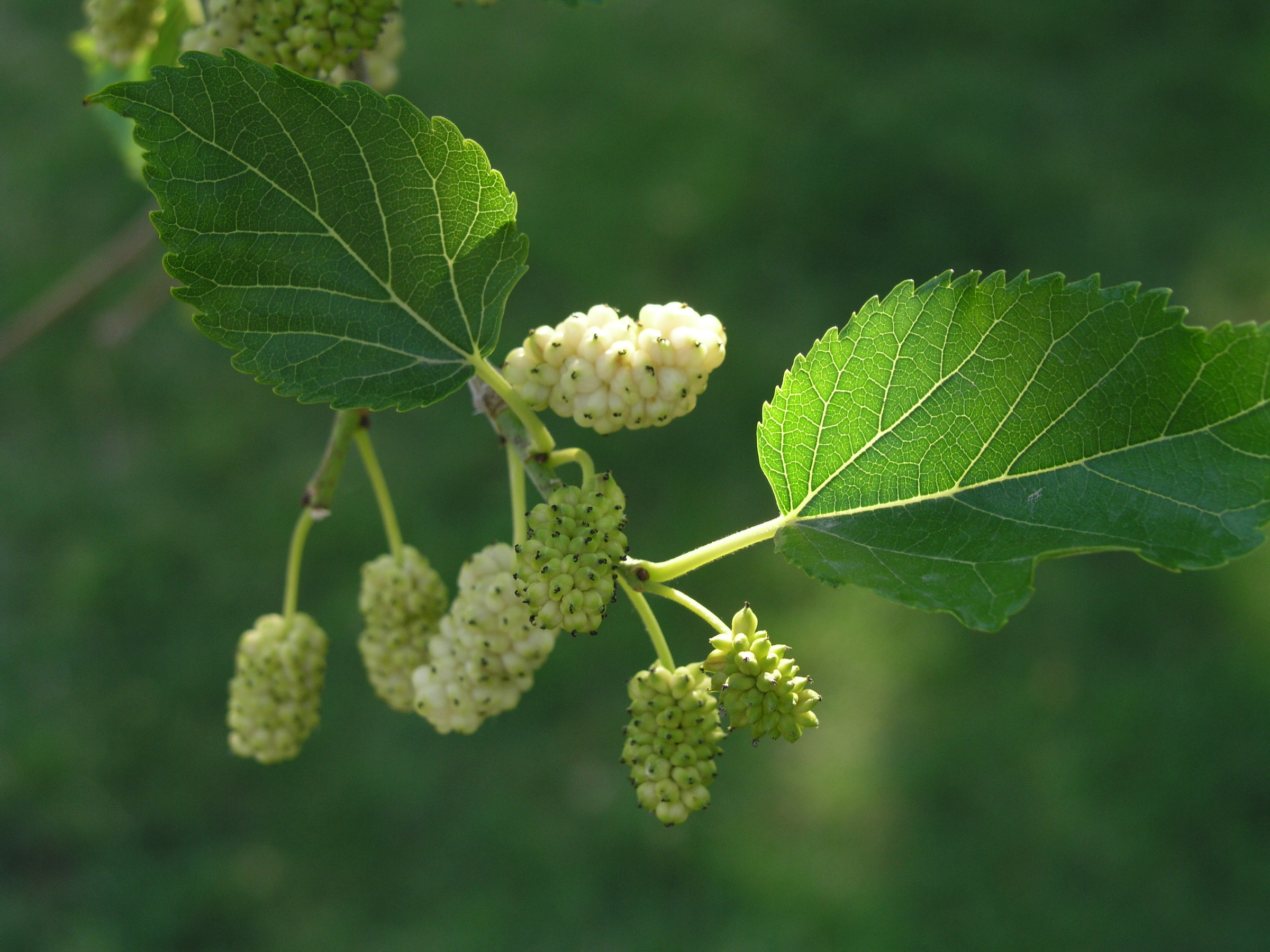
Fruits en maduració

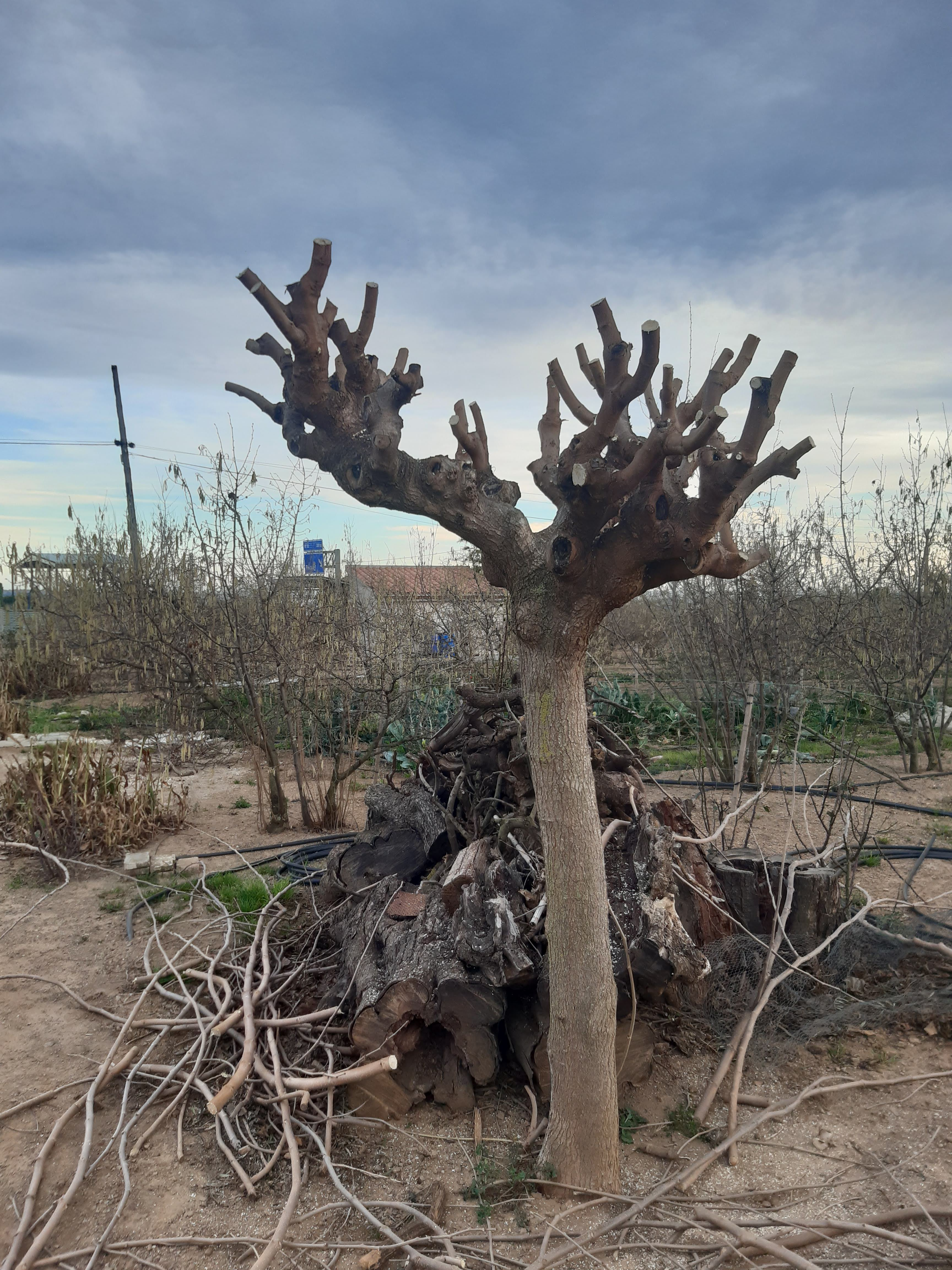
Morera esporgada a l'hivern

## Descripció
Les fulles joves tenen una morfologia diferent de les adultes, en el primer cas poden fer fins a 30 cm de llarg i amb lòbuls i en el segon cas fan de 5 a 15 cm de llarg i sense lòbuls, amb els marges serrats. En climes temperats o freds són arbres de fulla caduca però en els tropicals poden ser de fulla perenne.
Les flors són aments d'un sol sexe; els aments masculins fan de 2 a 3,5 cm de llarg, i els aments femenins d'1 a 2 cm de llarg. Les flors masculines i femenines solen trobar-se en arbres separats, encara que poden aparèixer al mateix arbre. El fruit fa de 1 a 1,5 cm de llarg. Depenent de si trobem la morera en estat salvatge o cultivar el color dels fruits varia, del lila al blanc. El fruit té un gust dolç i suau, i les llavors les trobem àmpliament disperses, a causa dels ocells que es mengen el fruit.
La morera blanca destaca científicament per el ràpid moviment de la planta, implicat en l'alliberament del pol·len, que catapultat per els estams el moviment d'aquest és d'aproximadament 610 km/h, (moviment més ràpid conegut en el regne vegetal).

## Taxonomia
Es reconeixen dues varietats de Morus alba: 
- Morus alba var. alba
- Morus alba var. multicaulis

## Conreu
El conreu de morera blanca per nodrir els cucs de seda va començar fa més de 4.700 anys a la Xina i de llavors ençà s'ha introduït a altres països. Els antics grecs i romans conreaven la morera per als cucs de seda. Almenys ja l'any 220 dC, l'emperador Elagabal duia una túnica de seda. Va ser introduït a altres parts d'Europa al segle XII i a Amèrica Llatina després de la conquesta espanyola al segle XV. L'any 2002, a la Xina es van dedicar 6.260 km² de terra a l'espècie.
S'ha conreat àmpliament a partir del subcontinent indi fins a l'oest a través de l'Afganistan i l'Iran fins al sud d'Europa durant més de mil anys perquè les fulles alimenten els cucs de seda.
És una espècie interessant en jardineria i paisatgisme urbà, en la qual utilitzen la varietat "fruitless" (sense fruits) puix que resisteix força a la pol·lució de les grans ciutats. També resisteix força bé la sequera, les gelades i als terrenys de la costa, pot créixer en terrenys calcaris. S’adapta bé als terrenys compactats de parcs i urbanitzacions, tolera bé tot tipus de plagues i és poc inclinat a patir malalties.

## Usos
La cria domèstica del cuc de seda, ha estat molt estesa, doncs és molt fàcil dur-la a terme, simplement cal donar-li fulles de morera sense estar massa pendents. També es tallen per a l'alimentació del bestiar (bovins, cabres, etc.) en zones on les estacions seques restringeixen la disponibilitat de vegetació terrestre. Les fulles es preparen com a te a Corea. La fruita també es menja, sovint s'asseca o es fa vi.

## Propietats medicinals
Segons Font Quer, antigament s’emprava l'escorça de les arrels i les fulles com a diürètiques vermífugues, i les móres com a emol·lients en constipats de les vies respiratòries.

## Galeria

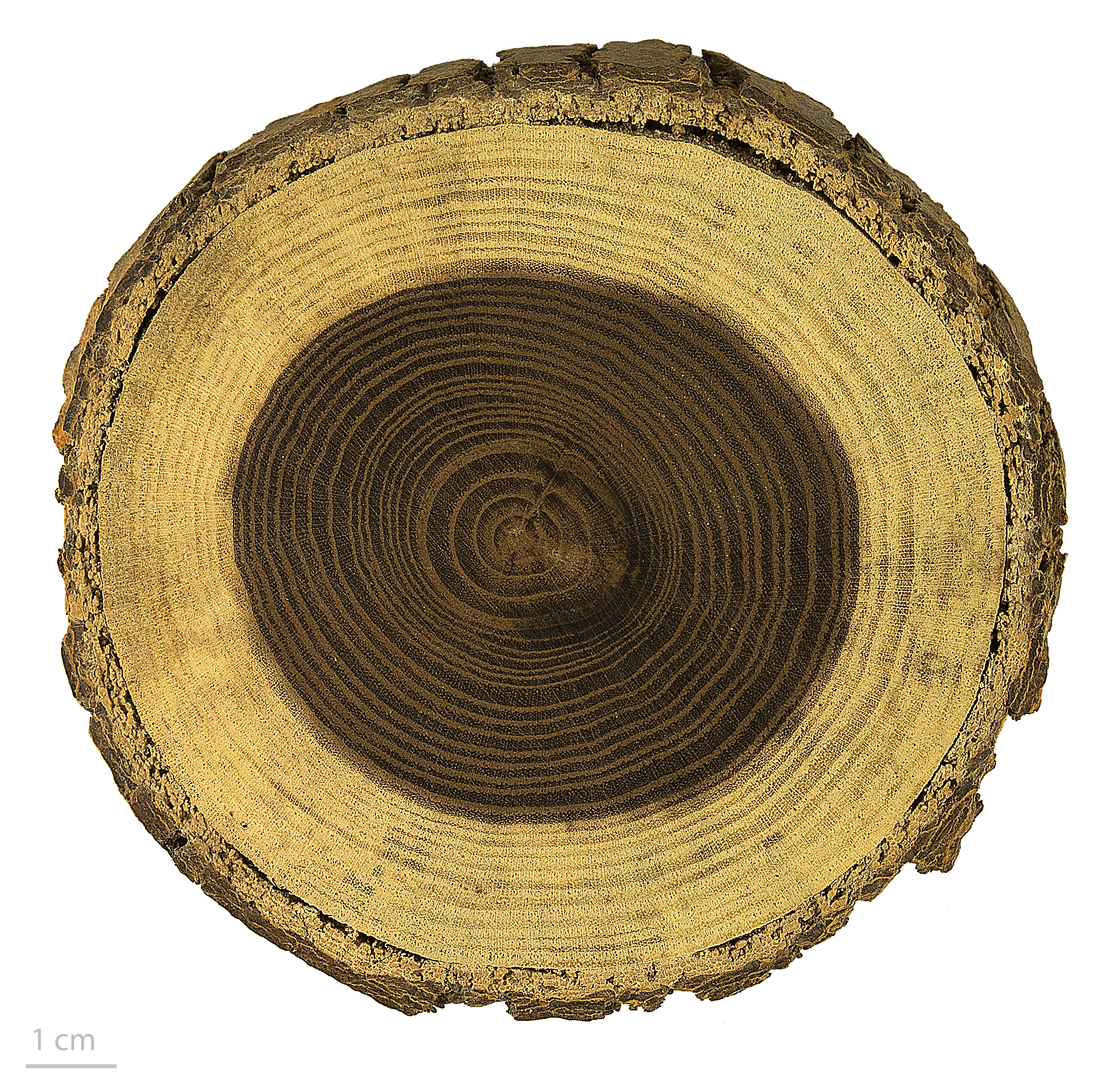
Secció del tronc

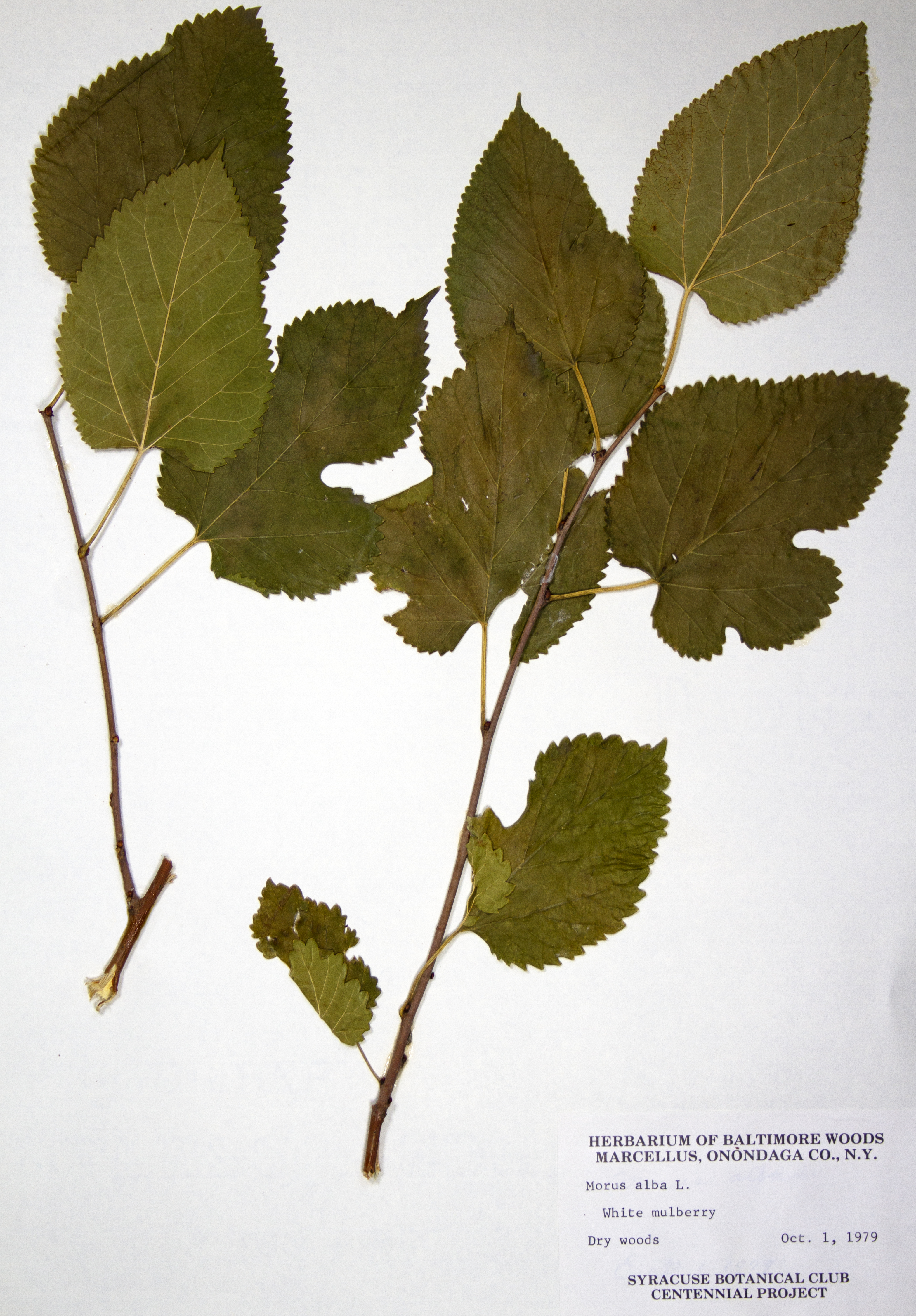
Fulles de la morera